# Municipio de Lewis (Iowa)
El municipio de Lewis (en inglés: Lewis Township) es un municipio ubicado en el condado de Pottawattamie en el estado estadounidense de Iowa. En el año 2010 tenía una población de 12954 habitantes y una densidad poblacional de 97,82 personas por km².

## Geografía
El municipio de Lewis se encuentra ubicado en las coordenadas 41°12′38″N 95°48′14″O / 41.21056, -95.80389. Según la Oficina del Censo de los Estados Unidos, el municipio tiene una superficie total de 132.43 km², de la cual 125.3 km² corresponden a tierra firme y (5.38%) 7.13 km² es agua.

## Demografía
Según el censo de 2010, había 12954 personas residiendo en el municipio de Lewis. La densidad de población era de 97,82 hab./km². De los 12954 habitantes, el municipio de Lewis estaba compuesto por el 94.13% blancos, el 0.82% eran afroamericanos, el 0.34% eran amerindios, el 0.56% eran asiáticos, el 0.01% eran isleños del Pacífico, el 2.59% eran de otras razas y el 1.56% pertenecían a dos o más razas. Del total de la población el 5.88% eran hispanos o latinos de cualquier raza.